# わたしのために脱ぎなさいっ!
『わたしのために脱ぎなさいっ！』（わたしのためにぬぎなさいっ！）は、九郎による日本の漫画作品。『コミックキューン』（KADOKAWA）2018年2月号の読切連載を経て、同年6月号より連載中。

## あらすじ
二ノ瀬しずくは高校生兼成年向け漫画家である。深刻な資料不足による作品のマンネリ化に悩まされ、打ち切りの危機に瀕していた彼女は、学校一のビッチと噂されるクラスメイトの白川心菜を作画資料として用いることにした。彼女を作画資料とした漫画は好評を博したが、今度は一辺倒なキャラクター性に悩まされることとなった。漫画家としての起死回生を図るため、自称経験豊富なギャルや自慰行為好きな風紀委員をも巻き込んだ生活が幕を開ける。

## 登場人物
声の項はボイスドラマ版における声優。
二ノ瀬 しずく（にのせ しずく）
声 - 藤田茜
誕生日 - 12月24日 / 星座 - 山羊座 / 身長 - 142cm
本作の主人公で、高校1年生。一人暮らしをしており、生活費を稼ぐため密かに成年漫画家として活動している。ペンネームは爆乳☆揉太郎で、25歳と詐称している。担当編集との打ち合わせの際には茶山葉月を代理にし、自分は小学生の妹として振る舞った。
コミュニケーション能力に難があり、漫画の執筆に時間が取られることもあって友達はいない。内面はやや腹黒い。
父親は友人の借金を肩代わりさせられて失踪している（しずくに手紙を送るなどのことはしている）。
心菜には純愛小説のモデルにすると偽って協力を仰いでいる。心菜から友達として認識されていることを嬉しく思いながらも素直になれず、あくまでも作画資料だと自分に言い聞かせている。
「すぐ作画の参考にできて便利だから」という理由から、自宅では素肌の上にパンツとパーカーのみを着用している。
白川 心菜（しらかわ ここな）
声 - M・A・O
【誕生日 - 9月12日 / 星座 - 乙女型 / 血液型 - B型 / 身長 - 156cm / 体重 - ???kg / 3サイズ - B88/W58/H82 / 靴のサイズ - 22.5】
しずくのクラスメイト。豊満な胸を持つなど、高校生離れしたプロポーションをしている。
ブラコンであり、兄と一緒にいるところを目撃された結果、学校一のビッチと噂されるようになった。
性的描写に関しては知識も耐性もない。
三宅 花梨（みやけ かりん）
声 - 小原好美
【誕生日 - 6月13日 / 星座 - 双子座 / 血液型 - O型 / 身長 - 150cm / 体重 - ???kg / 3サイズ - B79/W55/H81】
しずくのクラスメイト。リア充かつギャルであり、実戦経験100人の両刀使いを自称している。
女児向けアニメ『魔法少女プイクア』のファン。子供っぽいと言われたためにプイクアを卒業し、ヤリマンビッチを目指すことで大人らしくなろうとした。実際は経験も知識も皆無。
しずくを経験豊富だと勘違いしている。自身が未経験のため、彼女のことを師匠として慕うようになった。
岩倉 琴音（いわくら ことね）
声 - 渕上舞
【誕生日 - 7月21日 / 星座 - 蟹座 / 血液型 - A型 / 身長 - 159cm / 体重 - ???kg / 3サイズ - B86/W58/H84】
しずくのクラスメイト。学級委員と風紀委員を兼務する、表向きは真面目な生徒である。
小学生のときに偶々得た性的快感が忘れられず、以降自慰行為に耽るようになった。
編集者から資料として送られてきた性具を貸す代わりに遅刻を見逃すよう、しずくに懐柔されている。
茶山 葉月（さやま はづき）
しずくたちの古文教師。赴任したての新米である。
高校時代にコスプレイヤーとしてデビューして以来、今になるまで現役JKを名乗り続けている。コスプレイヤーとしての名は「HADUKI☆」。
些細なトラブルからしずくにコスプレイヤーであることがバレたため、彼女もコスプレの道へ引きずり込んだ。
一条寺 まゆ（いちじょうじ まゆ）
声 - 長縄まりあ
【誕生日 - 2月19日 / 星座 - 水瓶座 / 血液型 - A型 / 身長 - 140cm / 3サイズ - B71/W53/H73】
しずくのクラスメイト。幼児体形であり、身長はしずくよりも低い。
マンガ研究会に所属している。執筆中である百合漫画の資料にするため、しずくと心菜の全裸による濃厚な絡みを要求してきた。
しずくの斜め後ろの席であり、彼女が漫画を執筆していることは知っているが、ジャンルは全年齢向けのお色気漫画と勘違いしている。
三宅 花音（みやけ かのん）
花梨の妹で、小学6年生。眼鏡をかけている。琴音のことを慕っており、自室にある校則が書かれた額縁や六法全書などからも彼女の影響を受けていることがうかがえる。『プイクア』に興味はない。
嵐山 響（あらしやま ひびき）
爆乳☆揉太郎の担当編集。一見清楚だが、小学生だと年齢を偽ったしずくの前でも平然と下ネタも口にする。幼女好き。
木野原 ゆかり（きのはら ゆかり）
飼育委員。中学までは田舎に住んでいた。動物好き。都会の人間に不信感を抱いているが、心菜には懐いており彼女を「はなこ（牧場にいた牛の名前）」と呼ぶ。
貴船 環（きぶね たまき）
3年1組の女子生徒。マンガ研究会に所属。爆乳☆揉太郎のファンで、しずくが同一人物であることを知っている。

## 書誌情報
- 九郎 『わたしのために脱ぎなさいっ！』 KADOKAWA〈MFCキューンシリーズ〉、既刊8巻（2024年11月27日現在）
  1. 2018年11月26日発行（同日発売[13][14]）、ISBN 978-4-04-065210-8
  2. 2019年7月26日発行（同日発売[15]）、ISBN 978-4-04-065833-9
  3. 2020年3月27日発行（同日発売[16]）、ISBN 978-4-04-064483-7
  4. 2021年2月27日発行（同日発売[17]）、ISBN 978-4-04-064968-9
  5. 2022年2月26日発行（同日発売[18]）、ISBN 978-4-04-680951-3
  6. 2022年12月27日発行（同日発売[19]）、ISBN 978-4-04-681685-6
  7. 2023年10月27日発行（同日発売[20]）、ISBN 978-4-04-682920-7
  8. 2024年11月27日発売[21]、ISBN 978-4-04-684197-1